# Lading Terus
Der Lading Terus ist ein Dolch aus Indonesien. 

## Beschreibung
Der Lading Terus hat eine gerade, zweischneidige Klinge. Die Klinge wird vom Heft erst breit, dann schmaler und läuft am Ort spitz zu. Die Klingen wurden oft aus Pamor-Stahl (ähnlich Damaszenerstahl) gearbeitet. Das Heft ist rund, besteht aus Holz oder Horn und ist am Knauf kugelförmig gearbeitet. Der Knauf ist durchbohrt, um einen Fangriemen aufnehmen zu können. Die Scheiden bestehen ebenfalls aus Holz oder Horn und sind der Klingenform angepasst. Die Klingen sind einer Speerspitze sehr ähnlich und wahrscheinlich aus den Klingen von Kurzspeeren gefertigt. Der Lading Terus wird von Ethnien aus Indonesien benutzt.